# 1920 a jogalkotásban
1920-ban az alábbi főbb jogszabályokat alkották meg:

## Magyarország

### Törvények
- 1920. évi I. törvénycikk Az alkotmányosság helyreállításáról és az állami főhatalom gyakorlásának ideiglenes rendezéséről
- 1920. évi II. törvénycikk Nagybányai Horthy Miklós úrnak kormányzóvá történt megválasztásáról
- 1920. évi III. törvénycikk Az Osztrák-magyar bank által kibocsátott bankjegyek felülbélyegzése tárgyában a minisztérium részéről tett rendelkezések jóváhagyásáról
- 1920. évi IV. törvénycikk Az államháztartásnak 1920. év február-június végéig való viteléről
- 1920. évi V. törvénycikk A legfőbb fegyelmi bíróságok szervezetének ideiglenes módosításáról
- 1920. évi VI. törvénycikk A háború esetére szóló kivételes hatalom idejének meghosszabbításáról
- 1920. évi VII. törvénycikk A városi választott tisztviselők hivatali megbízásának meghosszabbításáról
- 1920. évi VIII. törvénycikk Budapest székesfőváros közigazgatásában szükségessé vált egyes átmeneti rendelkezésekről
- 1920. évi IX. törvénycikk A székesfővárosi törvényhatósági bizottság újjáalakításáról
- 1920. évi X. törvénycikk A miniszterek felelősségre vonása esetében követendő eljárásnak ideiglenes szabályozásáról
- 1920. évi XI. törvénycikk Az állami, államvasuti és vármegyei tisztviselőkre és egyéb alkalmazottakra vonatkozó egyes intézkedésekről
- 1920. évi XII. törvénycikk A bányailletékekről
- 1920. évi XIII. törvénycikk A kiviteli illetékről
- 1920. évi XIV. törvénycikk Az 1920/21. költségvetési év első három hónapjában viselendő közterhekről és fedezendő állami kiadásokról
- 1920. évi XV. törvénycikk Az árdrágító visszaélésekről
- 1920. évi XVI. törvénycikk A fényűzési forgalmi adóról
- 1920. évi XVII. törvénycikk Az alkotmányosság helyreállításáról és az állami főhatalom gyakorlásának ideiglenes rendezéséről szóló 1920. évi I. törvénycikk 13. §-ának módosításáról
- 1920. évi XVIII. törvénycikk A mezőgazdasági érdekképviseletről
- 1920. évi XIX. törvénycikk A Magyar Királyi Folyam- és Tengerhajózási Részvénytársasággal kötött szerződés tárgyában
- 1920. évi XX. törvénycikk A kir. ítélőbírák és a kir. ügyészek státusáról
- 1920. évi XXI. törvénycikk Egyes külállamokkal való kereskedelmi és forgalmi viszonyaink ideiglenes rendezéséről
- 1920. évi XXII. törvénycikk  A vámokra vonatkozó ideiglenes rendelkezésekről
- 1920. évi XXIII. törvénycikk Több egyenesadóra és a közadók kezelésére vonatkozó törvényes rendelkezések módosításáról és kiegészítéséről
- 1920. évi XXIV. törvénycikk Némely illeték, továbbá az értékpapirforgalmi adó (tőzsdeadó) és a játékkártya-bélyeg felemeléséről
- 1920. évi XXV. törvénycikk A tudományegyetemekre, a műegyetemre, a budapesti egyetemi közgazdaságtudományi karra és a jogakadémiákra való beiratkozás szabályozásáról
- 1920. évi XXVI. törvénycikk A vagyon, az erkölcsiség és a személyiség hatályosabb büntetőjogi védelméről
- 1920. évi XXVII. törvénycikk Az 1920/21. költségvetési év első három hónapjában viselendő közterhekről és fedezendő állami kiadásokról szóló 1920. évi XIV. törvénycikk hatályának 1920. évi december hó végéig való kiterjesztése tárgyában
- 1920. évi XXVIII. törvénycikk Az állami számvitelről szóló 1897. évi XX. törvénycikk némely rendelkezésének módosításáról és kiegészítéséről
- 1920. évi XXIX. törvénycikk Halasztást nem tűrő sürgős esetekben házhelyek kijelöléséről és kishaszonbérletek alakításáról
- 1920. évi XXX. törvénycikk A gazdasági és ipari hitelszövetkezetekről szóló 1898. évi XXIII. törvénycikk módosításáról és kiegészítéséről
- 1920. évi XXXI. törvénycikk A budapesti kir. magyar tudományegyetemi közgazdaságtudományi kar felállításáról és ideiglenes szervezetéről
- 1920. évi XXXII. törvénycikk Az államkincstár megkárosítására irányuló bűntettekről és vétségekről (adócsalásról)
- 1920. évi XXXIII. törvénycikk Az 1920. évi népszámlálásról
- 1920. évi XXXIV. törvénycikk A vagyonátruházási illetékekről
- 1920. évi XXXV. törvénycikk A találmányi szabadalmakról szóló 1895. évi XXXVII. törvénycikk egyes rendelkezéseinek módosításáról és kiegészítéséről
- 1920. évi XXXVI. törvénycikk  A földbirtok helyesebb megoszlását szabályozó rendelkezésekről (Nagyatádi Szabó István-féle földreform)
- 1920. évi XXXVII. törvénycikk A Pénzintézeti Központról
- 1920. évi XXXVIII. törvénycikk A rögtönbíráskodás alá vonható bűncselekmények körének kiterjesztéséről
- 1920. évi XXXIX. törvénycikk A kir. bíróságok és ügyészségek tagjainak az igazságügyminisztériumban való ideiglenes alkalmazhatásáról szóló 1899. évi XLVIII. törvénycikk hatályának további meghosszabbításáról
- 1920. évi XL. törvénycikk Az 1920/21. költségvetési év első három hónapjában viselendő közterhekről és fedezendő állami kiadásokról szóló 1920. évi XIV. törvénycikk hatályának 1921. évi március hó végéig való kiterjesztése tárgyában
- 1920. évi XLI. törvénycikk A Londonban 1920. évi október hó 20-án egyfelől a m. kir. államkincstár képviseletében a pénzügyminiszter, másfelől a D'Arcy Exploration Company Limited vezetése alatt álló szindikátus között kötött egyezmény értelmében engedélyezendő vámmentesség tárgyában